# Фэвр, Гийом
Гийо́м Фэвр (фр. Guillaume Faivre; 20 февраля 1987) — швейцарский футболист, вратарь.

## Карьера
Спортивная карьера Гийома Фэвра началась с невшательского «Ксамакса», в системе которого он занимался футболом с 2001 года. До 2006 года играл в молодёжных составах клуба. 27 марта 2007 года в Локарно сыграл полматча за молодёжную сборную против австрийцев.
Первый свой матч на высшем уровне провёл 10 мая 2008 года в гостевом матче швейцарской Акспо Суперлиги против «Люцерна» и смог оставить свои ворота на замке (2:0 в пользу «Ксамакса»).
В сезоне 2008/09 Фэвр отыграл за «Ксамакс» 29 матчей, в которых пропустил 51 мяч.
В следующем сезоне Гийом потерял место основного вратаря клуба и провёл в чемпионате лишь шесть последних матчей (13 пропущенных мячей).
Чемпионат 2010/11 Фэвр провёл в аренде в лихтенштейнском «Вадуце», где был дублёром Петера Йеле. В восьми матчах за клуб пропустил 15 мячей. Выиграл Кубок Лихтенштейна, сыграв в основе в четвертьфинальном и полуфинальном матчах и в обеих играх оставив свои ворота «сухими».
Сезон 2011/12 Гийом Фэвр провёл в качестве основного вратаря «Виля», не сыграв лишь в одном матче чемпионата. Клуб по итогам чемпионата занял шестое место в челлендж-лиге.
Летом 2012 года Фэвр перешёл в «Тун», где провёл восемь лет в качестве основного вратаря. Покинул команду после поражения в стыковых матчах за право остаться в Суперлиге от «Вадуца».
18 августа 2020 года подписал контракт с бернским «Янг Бойз».

## Достижения
- Обладатель Кубка Лихтенштейна: 2011
- Чемпион Швейцарии: 2021